# Gulbrynad myrfågel
Gulbrynad myrfågel (Hypocnemis hypoxantha) är en fågel i familjen myrfåglar inom ordningen tättingar.

## Utseende och läte
Gulbrynad myrfågel är en rätt liten myrfågel. Hanen har gult på ansikte och undersida, med svart hjässa, svart ögonstreck och svarta streck på bröstet. Honan har gulstreckad hjässa. Fåglar i sydöstra delen av utbredningsområdet har mer ockragul undersida. Sången består av en fallande och avstannande serie med flöjtande toner som blir hårdare mot slutet. Parádrillmyrfågel och perudrillmyrfågel har båda vita bröst och sången hos den senare arten är något långsammare.

## Utbredning och systematik
Gulbrynad myrfågel delas in i två underarter med följande utbredning:
- Hypocnemis hypoxantha hypoxantha – förekommer i sydöstra Colombia till östra Ecuador, nordöstra Peru och västra Amazonområdet i Brasilien
- Hypocnemis hypoxantha ochraceiventris – förekommer i sydöstra Amazonområdet i Brasilien (Tapajósfloden till Xingufloden)

## Levnadssätt
Gulbrynad myrfågel hittas i undervegetation i fuktiga skogar. Den ses ofta i områden med övergångsskogar eller näringsfattiga jordar. Olikt många andra myrfåglar slår den sällan följe med kringvandrande artblandade flockar.

## Status och hot
Arten har ett stort utbredningsområde, men tros minska i antal, dock inte tillräckligt kraftigt för att den ska betraktas som hotad. Internationella naturvårdsunionen IUCN listar arten som livskraftig (LC).